# Acericecis ocellaris
Acericecis ocellaris är en tvåvingeart som först beskrevs av Osten Sacken 1862.  Acericecis ocellaris ingår i släktet Acericecis och familjen gallmyggor. Inga underarter finns listade i Catalogue of Life.